# Sogno d'estate (singolo)
Sogno d'estate è un singolo della cantautrice italiana Nathalie, pubblicato il 12 luglio 2013 come primo estratto dal secondo album in studio Anima di vento.
Il brano è stato scritto da Nathalie, Raf, The Niro (Davide Combusti) e Michele Braga.

## Descrizione
Il brano viene interpretato da Nathalie in coppia con Raf. Il videoclip esce in anteprima sulla piattaforma Vevo. Nel video sono presenti entrambi gli artisti. Il singolo è entrato in rotazione radiofonica e in download digitale il 12 luglio 2013.
"Sogno d'estate -spiega Nathalie- è una ballad rock dall'atmosfera onirica scritta da 'quattro menti e otto mani' (Nathalie, Raf, The Niro ovvero Davide Combusti, Michele Braga) e racconta l'atmosfera sospesa della città deserta e silenziosa in piena estate, la speranza di vivere i propri sogni in quei lunghi istanti di sole, la bellezza di qualcosa che sfugge ma rimarrà intatto nei ricordi".

Il brano arriva a circa tre anni di distanza dalla vittoria di Nathalie ad X-Factor e a due anni dalla pubblicazione del primo album Vivo sospesa (contenente l'omonimo singolo presentato in gara a Sanremo 2011).

## Tracce
Download digitale
1. Sogno d'estate (singolo) – 3:42